# Campeonato do Mundo de Hóquei em Patins Sub-20 de 2011
O Campeonato do Mundo de Hóquei em Patins Sub-20 de 2011 ou Barcelos 2011 foi a 5ª edição do Campeonato do Mundo de Hóquei em Patins Sub-20. Esta competição é organizada pelo CIRH. A cidade onde se realizou a competição foi Barcelos, Portugal.
.

## Fase de Grupos

### Grupo A
| País     | J | V | E | D | GM | GS | DG | Pts |
| -------- | - | - | - | - | -- | -- | -- | --- |
| Espanha  | 2 | 2 | 0 | 0 | 11 | 2  | 8  | 6   |
| Suíça    | 2 | 1 | 0 | 1 | 3  | 5  | -2 | 3   |
| Colômbia | 2 | 0 | 0 | 2 | 5  | 11 | -6 | 0   |

| 11 Setembro 2011 | Espanha                                         | 8-3 | Colômbia                                            | Pav. Municipal Barcelos |
| 21:00            | Tirso Gomez (2) Marc Julia (4) Sergi Parras (2) |     | Esteban Campo Alejandro Rodriguez Luis Gabriel Toro | Público: 2 500          |

| 12 Setembro 2011 | Suiça | 0-3 | Espanha        | Pav. Municipal Barcelos |
| 18:00            |       |     | Marc Julià (3) | Público: 2 500          |

| 13 Setembro 2011 | Colômbia                     | 2-3 | Suíça                           | Pav. Municipal Barcelos |
| 16:30            | Andrés Espitia Esteban Campo |     | Yannik Lanz (2) Michale Sterchi | Público: 2 500          |

### Grupo B
| País     | J | V | E | D | GM | GS | DG  | Pts |
| -------- | - | - | - | - | -- | -- | --- | --- |
| Portugal | 3 | 3 | 0 | 0 | 51 | 7  | 44  | 9   |
| França   | 3 | 2 | 0 | 1 | 26 | 11 | 15  | 6   |
| Angola   | 3 | 1 | 0 | 2 | 14 | 12 | 2   | 3   |
| Áustria  | 3 | 0 | 0 | 3 | 4  | 65 | -61 | 0   |

| 10 Setembro 2011 | Portugal                                           | 6-3 | Angola                       | Pav. Municipal Barcelos |
| 21:00            | João Beja Telmo Pinto Gonçalo Alves (3) João Souto |     | José Campos (2) Carlos Louro | Público: 2 500          |

| 11 Setembro 2011 | Áustria    | 1-19 | França | Pav. Municipal Barcelos |
| 11:30            | Robin Wolf |      | Corentin Turluer (3) Valentin Herve (2) Alexandre Vankammelbecke (3) Dylan Morvany (4) Erwann Debrouver Leo Leberre (3) Ronan Ricaille Mae Brenas (2) | Público: 2 500          |

| 12 Setembro 2011 | Áustria                       | 2-8 | Angola                                                                                              | Pav. Municipal Barcelos |
| 19:30            | Patrick Eberle Michael Sahler |     | Tiago Tchivanga José Campos Airton Chissananga (2) Anderson Luís (2) Erivaldo Domingos Carlos Louro | Público: 2 500          |

| 12 Setembro 2011 | França                                         | 3-7 | Portugal                                                         | Pav. Municipal Barcelos |
| 21:00            | Valentin Herve Ronan Ricaille Corentin Turluer |     | João Beja João Souto Gonçalo Alves (3) Hélder Nunes Miguel Rocha | Público: 2 500          |

| 13 Setembro 2011 | Angola              | 2-2     | França                      | Pav. Municipal Barcelos |
| 19:30            | Humberto Mendes (2) | (3-4)GP | Mae Brenas Corentin Turluer | Público: 2 500          |

| 13 Setembro 2011 | Portugal | 38-1 | Áustria       | Pav. Municipal Barcelos |
| 21:00            | João Beja (6) Miguel Rocha (11) Gonçalo Alves (10) Hélder Nunes (3) João Silva (4) João Souto (2) Pedro Vaz Telmo Pinto |      | Tobias Winder | Público: 2 500          |

### Grupo C
| País       | J | V | E | D | GM | GS | DG  | Pts |
| ---------- | - | - | - | - | -- | -- | --- | --- |
| Argentina  | 3 | 3 | 0 | 0 | 39 | 0  | 39  | 9   |
| Chile      | 3 | 2 | 0 | 1 | 18 | 4  | 14  | 6   |
| Inglaterra | 3 | 1 | 0 | 2 | 23 | 13 | 10  | 3   |
| Índia      | 3 | 0 | 0 | 3 | 1  | 64 | -63 | 0   |

| 11 Setembro 2011 | Chile                                        | 3-1 | Inglaterra  | Pav. Municipal Barcelos |
| 13:00            | Rodrigo Vidal Augustin Fredes Gabriel Tudela |     | Liam Conroy | Público: 2 500          |

| 11 Setembro 2011 | Índia | 0-27 | Argentina | Pav. Municipal Barcelos |
| 16:30            |       |      | Gonzalo Romero (4) Franco Platero (4) Guido Pellizari Pablo Gonzalez (6) Maximiliano Oruste (5) Vilson Cvetnic (3) Juan Dominguez Federico Balmaceda (3) | Público: 2 500          |

| 12 Setembro 2011 | Índia              | 1-22 | Inglaterra | Pav. Municipal Barcelos |
| 10:00            | Samjoe Chintagunti |      | Liam Conroy (4) Sam Norris William Smith (4) Michael Carter (3) Samuel Norton (5) Han Wei Lim Josh Taylor (3) Nicholas Flint | Público: 2 500          |

| 12 Setembro 2011 | Argentina                             | 3-0 | Chile | Pav. Municipal Barcelos |
| 11:30            | Gonzalo Romero (2) Maximiliano Oruste |     |       | Público: 2 500          |

| 13 Setembro 2011 | Chile                                                                                           | 15-0 | Índia | Pav. Municipal Barcelos |
| 13:00            | Gabriel Tudela (9) Ariel Retamal (2) Sebastian Araya Raul Andrade Augustin Fredes Rodrigo Vidal |      |       | Público: 2 500          |

| 13 Setembro 2011 | Inglaterra | 0-9 | Argentina                                                                                       | Pav. Municipal Barcelos |
| 18:00            |            |     | Gonzalo Romero (2) Federico Balmaceda (2) Guido Pellizari Pablo Gonzalez Maximiliano Oruste (3) | Público: 2 500          |

### Grupo D
| País           | J | V | E | D | GM | GS | DG  | Pts |
| -------------- | - | - | - | - | -- | -- | --- | --- |
| Itália         | 3 | 3 | 0 | 0 | 55 | 2  | 53  | 9   |
| Alemanha       | 3 | 2 | 0 | 1 | 65 | 9  | 56  | 6   |
| África do Sul  | 3 | 1 | 0 | 2 | 12 | 59 | -47 | 3   |
| Estados Unidos | 3 | 0 | 0 | 3 | 4  | 66 | -62 | 0   |

| 11 Setembro 2011 | Itália | 26-0 | Estados Unidos | Pav. Municipal Barcelos |
| 18:00            | Francesco Rossi (3) Filippo dal Monte (3) Andrea Bolcato (2) Ricardo Valverde (3) Andrea Brendolin (11) Giovanni Clodelli (4) |      |                | Público: 2 500          |

| 11 Setembro 2011 | África do Sul | 0-35 | Alemanha | Pav. Municipal Barcelos |
| 19:30            |               |      | Lukas Karschau (8) Milan Brandt (5) Kai Milewski (4) Maximilian Richter (4) Robin Schulz (5) Christopher Hegner (3) Nils Hilbertz (3) Timon Henke (3) | Público: 2 500          |

| 12 Setembro 2011 | África do Sul                                                                                                | 12-3 | Estados Unidos                          | Pav. Municipal Barcelos |
| 13:00            | Donovin de Canha (2) Hélder Namburete (3) Nicholas Domingues (4) Jason Aquino Márcio Coimbra Leandro Coimbra |      | Logan Reil Riley Dreaney Holland Elkins | Público: 2 500          |

| 12 Setembro 2011 | Alemanha                  | 2-8 | Itália                                                                           | Pav. Municipal Barcelos |
| 16:30            | Robin Schulz Milan Brandt |     | Andrea Bolcato (2) Filippo dal Monte (3) Ricardo Valverde (2) Mattia Ghirardello | Público: 2 500          |

| 13 Setembro 2011 | Utália | 21-0 | África do Sul | Pav. Municipal Barcelos |
| 10:00            | Francesco Rossi (5) Mattia Ghirardello (2) Stefano dal Santo (3) Filippo dal Monte Ricardo Valverde (3) Giovanni Clodelli (2) Andrea Brendolin (5) |      |               | Público: 2 500          |

| 13 Setembro 2011 | Estados Unidos | 1-28 | Alemanha | Pav. Municipal Barcelos |
| 11:30            | Holland Elkins |      | Lukas Karschau (8) Milan Brandt (7) Robin Schulz (5) Nils Hilbertz (3) Timon Henke Maximilian Richter (2) Christopher Hegner (2) | Público: 2 500          |

## Fase Final

### Apuramento Campeão
|  | Quartos Final | Quartos Final |             |           | Meias Finais   | Meias Finais   |  |  | Final       | Final |
|  |               |               |             |           |                |                |  |  |             |       |
|  | 15 Setembro   |               |             |           |                |                |  |  |             |       |
|  |               |               |             |           |                |                |  |  |             |       |
|  | Espanha       | 6             |             |           |                |                |  |  |             |       |
|  | Espanha       | 6             | 16 Setembro |           |                |                |  |  |             |       |
|  | França        | 1             |             |           |                |                |  |  |             |       |
|  | França        | 1             | Espanha     | 5         |                |                |  |  |             |       |
|  | 15 Setembro   |               | Espanha     | 5         |                |                |  |  |             |       |
|  |               | Itália        | 2           |           |                |                |  |  |             |       |
|  | Itália        | Itália        | 2           | 4         |                |                |  |  |             |       |
|  | Itália        |               | 17 Setembro | 4         |                |                |  |  |             |       |
|  | Chile         | 1             |             |           |                |                |  |  |             |       |
|  | Chile         | 1             | Espanha     | 7         |                |                |  |  |             |       |
|  | 15 Setembro   |               | Espanha     | 7         |                |                |  |  |             |       |
|  |               | Portugal      | 2           |           |                |                |  |  |             |       |
|  | Portugal      | Portugal      | 2           | 8         |                |                |  |  |             |       |
|  | Portugal      | 16 Setembro   |             | 8         |                |                |  |  |             |       |
|  | Suíça         | 0             |             |           |                |                |  |  |             |       |
|  | Suíça         | 0             | Portugal    | 5(9)G     | Terceiro lugar | Terceiro lugar |  |  |             |       |
|  | 15 Setembro   |               | Portugal    | 5(9)G     | Terceiro lugar | Terceiro lugar |  |  |             |       |
|  |               | Argentina     | 5(7)P       |           |                |                |  |  |             |       |
|  | Argentina     | Argentina     | 5(7)P       | 8         | Itália         | 3(2)E          |  |  |             |       |
|  | Argentina     |               |             | 8         | Itália         | 3(2)E          |  |  |             |       |
|  | Alemanha      | 3             |             | Argentina | 2(2)T          |                |  |  |             |       |
|  | Alemanha      | 3             |             |           | 2(2)T          |                |  |  |             |       |
|  |               |               |             |           |                |                |  |  | 17 Setembro |       |
|  |               |               |             |           |                |                |  |  |             |       |

#### Jogos
Quartos-Final
| 15 Setembro 2011 | Argentina                                                                           | 8-3 | Alemanha                                               | Pav. Municipal Barcelos |
| 16:30            | Gonzalo Romero (3) Franco Platero Federico Balmaceda Guido Pellizari Pablo Gonzalez |     | Lukas Karschau Robin Schulz 8-3 Timon Henke GP 19' 2ªP | Público: 2 500          |

| 15 Setembro 2011 | Itália                                                             | 4-1 | Chile           | Pav. Municipal Barcelos |
| 18:00            | Andrea Bolcato Ricardo Valverde Stefano dal Santo Andrea Brendolin |     | Gonzalo Marquez | Público: 2 500          |

| 15 Setembro 2011 | Suiça | 0-8 | Portugal                                                                 | Pav. Municipal Barcelos |
| 19:30            |       |     | João Beja (3) Hélder Nunes Miguel Rocha Pedro Vaz Telmo Pinto João Silva | Público: 2 500          |

| 15 Setembro 2011 | Espanha                                         | 6-1 | França     | Pav. Municipal Barcelos |
| 21:00            | Xavier Barroso (2) Pablo Aguaron (3) Marc Julià |     | Mae Brenas | Público: 2 500          |

Meias-Finais
| 16 Setembro 2011 | Argentina                                                               | 5-5    | Portugal                               | Pav. Municipal Barcelos |
| 19:30            | Franco Platero (2) Maximiliano Oruste Federico Balmaceda Gonzalo Romero | 2-4 GP | João Souto Gonçalo Alves (3) Pedro Vaz | Público: 2 500          |

| 16 Setembro 2011 | Itália                              | 2-5 | Espanha                              | Pav. Municipal Barcelos |
| 21:00            | Ricardo Valverde Mattia Ghirardello |     | Pablo Aguaron (3) Xavier Barroso (2) | Público: 2 500          |

3º e 4º Lugar
| 17 Setembro 2011 | Argentina                         | 2-3 (2-2)    | Itália                                         | Pav. Municipal Barcelos |
| 17:30            | Federico Balmaceda Pablo Gonzalez | Golo de Ouro | Mattia Ghirardello (2) Stefano dal Santo (GdO) | Público: 2 500          |

Final
| 17 Setembro 2011 | Espanha                                                     | 7-2 | Portugal             | Pav. Municipal Barcelos |
| 19:30            | Marc Julià (3) Sergi Parra Pablo Aguaron (2) Xavier Barroso |     | João Beja João Silva | Público: 2 500          |

### 5º–8º Lugar
|  | Eliminatória | Eliminatória |       |             | 5º lugar    | 5º lugar |  |
|  |              |              |       |             |             |          |  |
|  | 16 Setembro  |              |       |             |             |          |  |
|  | França       | 5            |       |             |             |          |  |
|  | Chile        | 4            |       |             |             |          |  |
|  |              |              |       |             |             |          |  |
|  |              |              |       |             | 17 Setembro |          |  |
|  |              |              |       |             | França      | 2(2)G    |  |
|  |              | Alemanha     | 2(3)P |             |             |          |  |
|  |              |              |       |             |             |          |  |
|  |              |              |       |             |             |          |  |
|  |              |              |       |             | 7º lugar    |          |  |
|  | 16 Setembro  | 16 Setembro  |       | 17 Setembro | 17 Setembro |          |  |
|  | Alemanha     | 5            |       | Chile       | 5           |          |  |
|  | Suíça        | 3            |       |             | Suíça       | 4        |  |

### 9º–12º lugar
|  | Eliminatória1  | Eliminatória1 |             |            | Eliminatória2 | Eliminatória2 |  |  | 9º lugar    | 9º lugar |
|  |                |               |             |            |               |               |  |  |             |          |
|  | 15 Setembro    |               |             |            |               |               |  |  |             |          |
|  |                |               |             |            |               |               |  |  |             |          |
|  | Colômbia       | 5             |             |            |               |               |  |  |             |          |
|  | Colômbia       | 5             | 16 Setembro |            |               |               |  |  |             |          |
|  | Áustria        | 2             |             |            |               |               |  |  |             |          |
|  | Áustria        | 2             | Colômbia    | 15         |               |               |  |  |             |          |
|  | 15 Setembro    |               | Colômbia    | 15         |               |               |  |  |             |          |
|  |                | África do Sul | 1           |            |               |               |  |  |             |          |
|  | África do Sul  | África do Sul | 1           | 14         |               |               |  |  |             |          |
|  | África do Sul  |               | 17 Setembro | 14         |               |               |  |  |             |          |
|  | Índia          | 4             |             |            |               |               |  |  |             |          |
|  | Índia          | 4             | Colômbia    | 2          |               |               |  |  |             |          |
|  | 15 Setembro    |               | Colômbia    | 2          |               |               |  |  |             |          |
|  |                | Angola        | 5           |            |               |               |  |  |             |          |
|  | Angola         | Angola        | 5           |            |               |               |  |  |             |          |
|  | 16 Setembro    |               |             |            |               |               |  |  |             |          |
|  | -              |               |             |            |               |               |  |  |             |          |
|  | Angola         | 5             | 11º lugar   | 11º lugar  |               |               |  |  |             |          |
|  | Angola         | 5             | 11º lugar   | 11º lugar  | 15 Setembro   |               |  |  |             |          |
|  |                | Inglaterra    | 2           |            |               |               |  |  |             |          |
|  | Inglaterra     | Inglaterra    | 2           | 19         | África do Sul | 2             |  |  |             |          |
|  | Inglaterra     |               |             | 19         | África do Sul | 2             |  |  |             |          |
|  | Estados Unidos | 0             |             | Inglaterra | 7             |               |  |  |             |          |
|  | Estados Unidos | 0             |             |            | 7             |               |  |  |             |          |
|  |                |               |             |            |               |               |  |  | 17 Setembro |          |
|  |                |               |             |            |               |               |  |  |             |          |

### 13º-15º Lugar
| País           | J | V | E | D | GM | GS | DG  | Pts |
| -------------- | - | - | - | - | -- | -- | --- | --- |
| Áustria        | 2 | 2 | 0 | 0 | 26 | 4  | 22  | 6   |
| Estados Unidos | 2 | 1 | 0 | 1 | 13 | 16 | -3  | 3   |
| Índia          | 2 | 0 | 0 | 2 | 3  | 22 | -19 | 0   |

| 15 Setembro 2011 | Áustria                                                                                           | 14-3 | Estados Unidos                          | Pav. Municipal Barcelos |
| 9:00             | Daniel Zehrer (4) Michael Sahler (4) Robin Wolf (2) Roche Brunner (2) Tobias Winder Stefan Sahler |      | Logan Reil Holland Elkins Tomas Dunning | Público: 2 500          |

| 16 Setembro 2011 | Áustria | 12-1 | Índia        | Pav. Municipal Barcelos |
| 18:00            | Daniel Zehrer (2) Stefan Sahler Robin Wolf Tobias Winder Patrick Eberle (2) Roche Brunner (2) Aurel Zehrer (2) Michael Sahler |      | Nilesh Bajaj | Público: 2 500          |

| 17 Setembro 2011 | Estados Unidos                                                | 10-2 | Índia                        | Pav. Municipal Barcelos |
| 09:00            | Logan Reil (2) Riley Dreaney (2) Holland Elkins (5) Jordy May |      | Singh Jajpal Aditya Buggewar | Público: 2 500          |